# Kouchibouguac-Nationalpark
Der Kouchibouguac-Nationalpark (englisch Kouchibouguac National Park of Canada, französisch Parc national du Canada Kouchibouguac) ist ein kanadischer Nationalpark in New Brunswick (Ostkanada) nördlich von Richibucto. Bei dem Park handelt es sich um ein Schutzgebiet der IUCN-Kategorie II (Nationalpark), welcher von Parks Canada, einer Crown Agency (Bundesbehörde), verwaltet wird. Das Gebiet wurde 2009 auch in vollem Umfang als Dark Sky Preserve (Lichtschutzgebiet, Kouchibouguac Dark Sky Preserve) ausgewiesen.
Er hat eine Fläche von 239 km² und wurde 1969 gegründet. Als der Park gegründet wurde, sahen die damaligen Regeln vor, alle ständigen Bewohner umzusiedeln. Diese Bewohner waren vielfach Akadier deren Vorfahren im 18. Jahrhundert bereits aus der Küstenregion deportiert worden waren. Infolgedessen stieß Parks Canada auf große Schwierigkeiten bei der Enteignung und die Bewohner widersetzten sich ihrer Räumung und im Laufe der 1970er Jahre wurde der Park mehrmals von den ehemaligen Bewohner der Gegend geschlossen.
Der Park dient dem Schutz der hier liegenden Sandbänke, Dünen (Länge: 25 km), Lagunen, Salzwiesen und Wälder. Er bietet ein Habitat für Meeresvögel, z. B. den vom Aussterben bedrohten Gelbfuß-Regenpfeifer. Hier befindet sich die zweitgrößte Seeschwalbenpopulation Nordamerikas. In den Sumpfgebieten des Nationalparks gedeihen u. a. Schlauchpflanzengewächse. Schmetterlinge, wie beispielsweise Limenitis archippus (englisch: Viceroy Butterfly) lassen sich hier ebenfalls beobachten.
Der Name ist abgeleitet von der Bezeichnung für den Fluss Kouchibouguac River, der durch den Park fließt, in der Sprache der Mi’kmaq, einem indianischen Volk, das im östlichen Nordamerika lebt. Weitere Flüsse des Parks sind Black River und Saint-Louis River.